# Auxiliarsegler

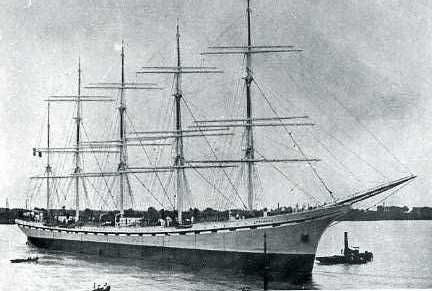
Die France

Ein Auxiliarsegler (lat./deutsch = Hilfssegler) ist ein traditionelles Segelschiff mit einem zusätzlichen Hilfsantrieb zur besseren Manövrierfähigkeit in Engen, Straßen, Häfen und zur Fahrt bei Windstille.
Zunächst wurden als Hilfsantrieb eine Dampfmaschine, später ein oder zwei Dieselmotoren verwendet. Diese Kombination konnte bei fast allen Segelschiffstypen angewendet werden.
Höherer Strömungswiderstand durch Wirbelbildung am Propeller (an den Propellern) reduzierte die Segelleistung der Auxiliarsegler teilweise erheblich. Viele Seeleute konnten Auxiliarsegler nur schwer als echte Segelschiffe akzeptieren und bezeichneten sie spöttisch und eigentlich falsch als „Segeldampfer“. Das bedeutete nämlich genau genommen ein Dampfschiff mit Segelunterstützung wie beispielsweise die Great Eastern.
Berühmte Vertreter unter den Großseglern waren die Fünfmaster Maria Rickmers, R. C. Rickmers, France, København, die Viermastbarken Pamir und Passat unter deutscher Flagge, Kruzenshtern (nachgerüstet) und Sedov (von Anbeginn).

## Moderne Varianten
Segelyachten werden etwa seit 1960 mit verbrennungs- oder elektromotorischen Hilfsantrieben für die Fahrt bei Flauten ausgestattet. Ein kleiner Außenbordmotor, vulgo: „Flautenschieber“, wird seitlich des Steuerruders nur bei Bedarf ins Wasser gesenkt, was keinen Wasserwiderstand bei Nichtbenutzung bedeutet. Eine an der Unterseite des Rumpfs dauerhaft festgemachte Schraube kann von vorne wegklappende Flügel haben, was ebenfalls den Wasserwiderstand bei Nichtbenutzung verringert. Hilfsantriebe mit Elektromotoren können auch von Solarzellen gespeist werden.